# Авни, Аарон
Аарон Авни (Каминковский) (27 ноября 1906, Екатеринослав — 23 марта 1951, Израиль) — израильский скульптор, архитектор, лауреат множества престижных наград. Основанная им в Палестине художественная студия, являлась одной из первых в регионе в целом, которой он впоследствии руководил до самой смерти. Огромное влияние на его работы оказала еврейская "парижская школа", организация помогавшая молодым евреям в Париже 1930-ых обучаться творчеству.

## Биография
Родился и вырос в Екатеринославе, в семье инженера Михеля-Давида Каминковского и Эсфирь Яковлевны Бахмутской. Учился в еврейской гимназии. Затем, в Москве, в академии художеств, с 1923 по 1925 год. Участник движения Гехалуц.
В Эрец-Исраэль жил с середины 20-х годов. Учился в известной художественной академии Бецалель (1925-28). В начале 30-х годов учился в Париже, в академии Гранд-Шомьер вместе с Авигдором Стемацким. Работал в городском муниципалитете Яффы.
В 1936 году открыл художественную студию Гистадрута в Яффо (Тель-Авив) и возглавлял это учебное заведение до конца жизни. Ныне это Институт живописи и скульптуры, носящий имя художника. Среди его учеников были Циона Тагер и Нахум Гутман.
В 1948 году основал Колледж преподавателей изобразительного искусства, где преподавал архитектуру и математику.
Лауреат премии Гистадрута, премий Дизенгофа (1935, 1937-38).